# Друштво Туле
Друштво Туле ( Thule-GesThule-Ges-) је било немачко ариозофско, окултистичко и политичко тајно друштво. Основано је у Минхену 1918. године.
Његова учења и доктрине усађене су у саму срж нацизма, а и историјска чињеница говори како је и сам Адолф Хитлер на многе начине подупирао рад овог мистичног друштва.

## Историја
Друштво Туле основао је немачки окултист Рудолф фон Себотендорф 1918. као минхенски огранак тајног друштва „Германенорден“, односно „Реда тевтонских витезова“ основаног 1912. године.
Фридрих Крон, члан Друштва Туле, је 1920. предложио Хитлеру знак кукастог крста као заштитни знак за његову Националсоцијалистичку немачку радничку партију.
Друштво Туле, чији је члан био и Хајнрих Химлер, добило је име по митској земљи Хипербореја-Туле, (у хиндуским легендама назива се још и бело острво), коју су неки чланови друштва поистоветили с Исландом и Гренландом, за које су веровали да су остаци исто тако митске Атлантиде. Ову идеју је зачео Платон, а даље развила позната окултисткиња 19. века, Хелена Блавацки у својим радовима названим «Тајна доктрина». Друштво је остало у присном контакту с «теозофистима». Тврдили су да су становници Туле преживели катаклизму и постали подземни надљуди, односно супер-раса. Након катаклизме, прво су мигрирали на запад (мислећи на запад Индије), потом у пустињу Гоби, и на крају у Тибет; њихови духовни ментори повукли су се у скривени духовни центар зван «Агарта», подземни град. Ова бића у хиндуистичкој/будистичкој традицији позната као «Ламе свих Лама» или «Краљеви света» могу се контактирати само духовним путем. Симбол овог «господара» је управо фамозна свастика, која симболизује «средишњу моћ Небеског драгуља». На прелазу столећа термин натчовек прихватили су многи филозофи, посебно Фридрих Ниче.
Ово је потакло припаднике друштва Туле да се поистовете с тевтонским племенима која су 9. године нове ере поразила римске легије у Теутобуршкој шуми као наследници изгубљене супер-расе Хипербореја-Туле, чувара тајни Врила. Циљ друштва Туле био је разбити баријеру тзв. «малога себе» - која се састоји од физичке стварности и (по напредовању у њихов унутрашњи круг) моралних окова, како би дошли у контакт с «божанским собом» у невидљивом свету духова. То би на крају омогућило досезање «универзалних енергетских поља», која би у човеку «пробудила» успаване унутрашње моћи и омогућила развијање надљудских физичких способности које су некада биле обележје поносне Аријевске расе. Друштво Туле захтевало је дисциплину и слепу, неупитну послушност просветљеном Мајстору, без обзира на његове прохтеве, како би се створили предуслови за личну трансформацију. Себотендорф је то називао Фирерово начело, те измислио формални поздрав за «тако доброг човека»: «Зиг, Хајл». Друштво је прокламовало ишчекивање одабраног човека коме ће се предати.